# Ctenoplusia nubila
Ctenoplusia nubila là một loài bướm đêm trong họ Noctuidae.